# Bursins
Bursins (französisch [byʀsɛ̃], frankoprovenzalisch [a brəˈsɛ̃]) ist eine politische Gemeinde im Schweizer Kanton Waadt. Sie gehört zum Distrikt Nyon.

## Geographie
Bursins liegt auf 473 m ü. M., 9 km nordnordöstlich des Bezirkshauptortes Nyon (Luftlinie). Das Weinbauerndorf erstreckt sich leicht erhöht am unteren Südhang der Waadtländer Côte, in aussichtsreicher Lage rund 100 m über dem Seespiegel des Genfersees.
Die Fläche des 3,4 km² grossen Gemeindegebiets umfasst einen Abschnitt der Waadtländer Côte. Der Gemeindeboden erstreckt sich vom Bach Fossy nordwärts über das Plateau am Fuss der Côte bis auf den dem Jura vorgelagerten Höhenzug der Waadtländer Côte. Die östliche Grenze bildet der Bach Merdasson, der in diesen Höhenzug durch Erosion im Lauf der Zeit einen tiefen Talkessel eingegraben hat, die Combe de Bursins, von der der westliche Talhang noch zu Bursins gehört. Die höchste Erhebung von Bursins wird mit 830 m ü. M. auf der Höhe im Wald der Grandes Tattes erreicht. Von der Gemeindefläche entfielen 1997 10 % auf Siedlungen, 32 % auf Wald und Gehölze, 57 % auf Landwirtschaft und etwas weniger als 1 % war unproduktives Land.
Zu Bursins gehören der Weiler Saint-Vincent (500 m ü. M.) am Hang der Waadtländer Côte, der östlich des Baches Dullive gelegene Teil von Le Vernay (415 m ü. M.) sowie einige Hofgüter. Nachbargemeinden von Bursins sind Dully, Luins, Vinzel, Burtigny, Gilly und Bursinel.

## Bevölkerung
Mit 798 Einwohnern (Stand 31. Dezember 2023) gehört Bursins zu den kleineren Gemeinden des Kantons Waadt. Von den Bewohnern sind 83,7 % französischsprachig, 5,9 % deutschsprachig und 4,4 % englischsprachig (Stand 2000). Die Bevölkerungszahl von Bursins belief sich 1850 auf 340 Einwohner, 1900 auf 424 Einwohner. Nachdem die Bevölkerung bis 1970 auf 264 Einwohner abgenommen hatte, setzte eine rasche Bevölkerungszunahme mit einer Verdoppelung der Einwohnerzahl innerhalb von 30 Jahren ein.

## Wirtschaft
Bursins war bis ins 20. Jahrhundert ein hauptsächlich durch die Landwirtschaft geprägtes Dorf. Noch heute spielen der Weinbau im Bereich des Dorfes am Hang der La Côte und der Ackerbau auf den fruchtbaren Böden des Plateaus am Hangfuss eine wichtige Rolle. Weitere Arbeitsplätze sind im lokalen Gewerbe und vor allem im Dienstleistungssektor vorhanden. Auf dem Gemeindegebiet befindet sich der westliche Teil der Anlagen der Raststätte La Côte an der Autobahn A1 (Genf – Lausanne). In den letzten Jahrzehnten hat sich das Dorf dank seiner attraktiven Lage zu einer Wohngemeinde entwickelt. Viele Erwerbstätige sind Wegpendler, die vor allem in Nyon arbeiten.

## Verkehr
Die Gemeinde liegt zwar abseits grösserer Durchgangsstrassen, ist aber verkehrstechnisch trotzdem gut erschlossen. Sie liegt an der Hauptstrasse, die von Nyon entlang den Hängen der Côte nach Aubonne führt. Durch den Postautokurs, der von Gland nach Rolle verkehrt, ist Bursins an das Netz des öffentlichen Verkehrs angebunden.

## Geschichte
Das Gemeindegebiet war bereits zur Römerzeit besiedelt, was durch die Reste von Hausfundamenten bei der Kirche belegt ist. Aus der karolingischen Zeit stammen einige Gräber. Die erste urkundliche Erwähnung des Ortes erfolgte 1011 unter dem Namen Bruzinges. Später erschienen die Schreibweisen Brucins (1031), Brucinis (1049) und Bruciniaco im 11. Jahrhundert. Der Ortsname geht auf den um das Suffix -ānum erweiterten lateinischen Personennamen Bruccius oder Bruttius zurück und bedeutet «[Eigentum] des Bruccius/Bruttius».
Die Urkunde von 1011 besiegelt die Schenkung der Dorfkirche an das Kloster Romainmôtier durch den burgundischen König Rudolf III. Im Mittelalter gehörte Bursins zeitweise zur Herrschaft Prangins. Mit der Eroberung der Waadt durch Bern im Jahr 1536 kam Bursins als Exklave unter die Verwaltung der Vogtei Romainmôtier.
Nach dem Zusammenbruch des Ancien Régime gehörte das Dorf von 1798 bis 1803 während der Helvetik zum Kanton Léman, der anschliessend mit der Inkraftsetzung der Mediationsverfassung im Kanton Waadt aufging.

## Sehenswürdigkeiten

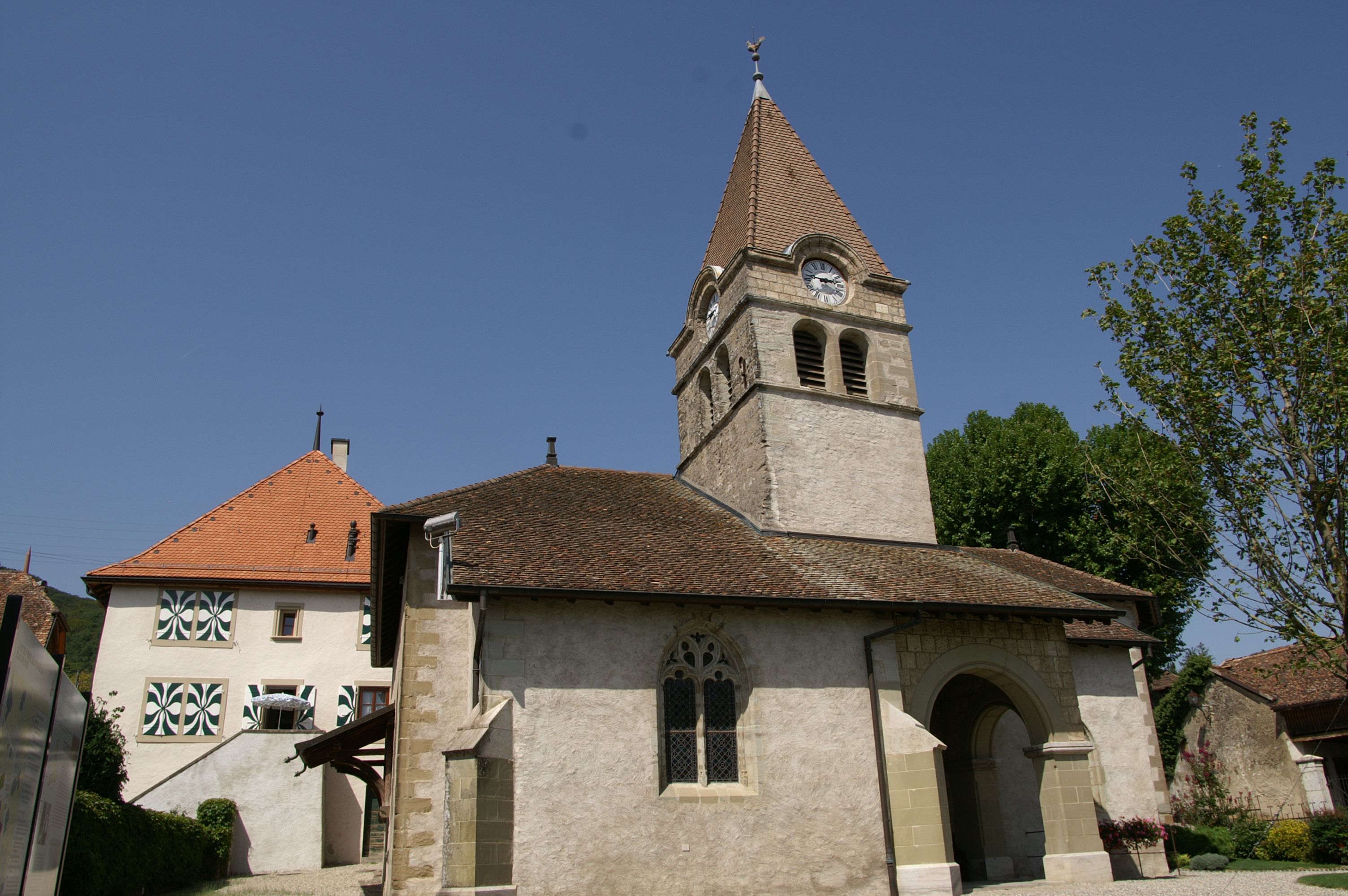
Kirche in Bursins

- Die im 11. Jahrhundert erbaute Kirche Saint-Martin bildete ab 1238 ein kleines Priorat, das der Abtei Romainmôtier unterstand. Vom romanischen Bau der Kirche ist noch die Nordapsis erhalten. Im 14. und 16. Jahrhundert erfolgten mehrere Umbauten, der Chor ist gotisch, während der Turm sich an die Tradition der Romanik anlehnt. Die Kapelle Saint-Nicolas ist ein bedeutendes Beispiel des Flamboyantstils. Im ehemaligen Prioratsgebäude befindet sich heute das Pfarrhaus.
- Der heutige Bau des Schlosses von Bursins stammt aus dem 18. Jahrhundert; das Schloss besitzt einen spätgotischen Treppenturm.
- Das Schloss Le Rosey mit seinen Rundtürmen stammt aus dem Spätmittelalter.
- Im alten Ortskern sind einige Weinbauern- und Bürgerhäuser aus dem 17. bis 19. Jahrhundert erhalten.
- Auf dem Friedhof von Bursins hat Peter Ustinov seine letzte Ruhestätte.

## Persönlichkeiten
- Jean Louis Bonnet (1805–1892), reformierter Geistlicher
- Jean-Louis Ancrenaz (1814–1879), Anwalt und Politiker
- Richard Paquier (1905–1985), evangelischer Geistlicher und Liturgiewissenschaftler
- Guy Parmelin (* 1959), Weinbauer, Politiker (SVP) und Bundesrat